# Warner van Es
Warner van Es (Beilen, 1952-2020) was een Nederlandse componist.

## Opleiding
Van Es studeerde aan het Koninklijk Conservatorium in Den Haag, instrumentale compositie bij Louis Andriessen en elektronische compositie bij Jan Boerman.

## Compositorische uitgangspunten
Van Es' vroegste werken (Rainbow, 1973, en Antithese, 1975) waren muziektheaterproducties die Van Es zelf schreef, regisseerde en organiseerde. Popmuziek, en dus tonaliteit, vormde de basis voor de composities. 
Vervolgens deed Van Es zijn eerste stappen als minimale componist (Tracé 77, 1977/1985). De tonaliteit verdween uit zijn composities, toen hij tijdens zijn studie aan het conservatorium in aanraking kwam met twaalftoonsmuziek (Ouròboros, 1979). Om meer beheersing te krijgen over het eindresultaat, verkleinde hij het gebruikte aantal noten tot acht (Birgitta, 1980). Dit proces versnelde onder invloed van wat hij als elektronisch componist doormaakte: de toonhoogte werd relatief. Van Es maakte in zijn elektronisch werk een belangrijke keuze door alleen maar te werken vanuit bestaande, en dus niet-synthetische, klankbronnen.
Vervolgens werkte Van Es in opdracht gaan voor theatermaker Hinderik de Groot met elektronische, en voor choreografe Krisztina de Châtel met minimale composities. 
De basis van de tonaliteit keerde terug binnen een minimaal stuk (Trio, 1986) in de vorm van één noot die drie minuten klonk. Deze noot bestond uit bandbewerkingen van drie mannenstemmen: een bas, een tenor en een hoge jongensstem. In de muziektheaterproductie 'Dolce di Sposa' ontdekte Van Es via experimenten met elektronische bandbewerking hoe vanuit deze noot ook alle andere benaderd konden worden zonder in tonaliteit terug te vallen.

## Opera's
In zijn eerste opera Socrates heeft Van Es het thema bepaald, samen met schrijver Rob van der Starre het libretto ontwikkeld, de partituur geschreven en de begeleidende tape gemaakt. Het radicale compositorische uitgangspunt van deze opera is de keuze om de zangpartijen te begeleiden door één noot. 
Voor zijn tweede opera Kinderen van Medea is het compositorisch uitgangspunt verbreed door de zangpartijen ook te begeleiden met twee noten. Daardoor zijn tonale begrippen in de compositie een rol gaan spelen. 
In zijn derde opera Job keerde Van Es terug op het principe van één noot in de begeleiding, maar vult hij die nu mede in door opnames van veel individuele muzikanten die op één noot (plus octaven) improviseren. 

## Composities

### Instrumentale composities
Ouròboros (1979), voor slagwerk, 2 altsaxen, piano en synthesizer, uitgevoerd door leden van Hoketus
Birgitta (1980), voor piano
Psidioom (1983), voor de PSI-4, een zelf ontworpen houten slaginstrument
Etudes (1985), voor piano

### Balletmuziek
Light (1980), gecomponeerd i.s.m. Tom Willems, choreografie Krisztina de Châtel
Forgó (1982), choreografie Krisztina de Châtel
Tracé 77 (1977/1985), choreografie Krisztina de Châtel
Trio (1986), choreografie Krisztina de Châtel

### Toneelmuziek
Trojaanse Vrouwen (1979), regie Herman Hissink
Zandhazen (1983), voor zelf ontworpen houten slaginstrumenten en tape, productie Toneelgroep Sater
Gijsbrecht van Aemstel (1986), regie Herman Hissink
Monsieur Fugue(1995), regie Rob van der Starre
De kellner en de levenden (1999), regie Rob van der Starre
Tot de dood erop volgt (1981), regie Herman Hissink
… en verre vingers tien (1984), regie Herman Hissink
Stoeprand (1984), regie Hinderik de Groot
Glas (1986), regie Hinderik de Groot
Zandbak (1990), regie Hinderik de Groot

### Film- en documentairemuziek
De huilende baby (1980), regie Han Sloos
Lotgevallen (1985), regie Marianne Holtslag
De bal (1987), regie Har Tortike
Van mannen en merries (1998), regie Metje Postma
Niemand is onsterfelijk (2001), regie Leen van den Berg
Door het oog van een ander (2004), regie Leen van den Berg
Hete herfst, de passie van een vakbondsman (2004), regie Leen van den Berg
De klimop rouwt nog steeds (2007), regie Barbara den Uyl
Het universum van Jaap Pieters (2014), regie Barbara den Uyl
Herberg van het geheugen (2016), regie Barbara den Uyl

### Muziektheater
Rainbow (1973), eigen productie
Antithese (1975), eigen productie
Dolce di Sposa (1989), regie Kees Epskamp

### Opera
Socrates (1997), libretto Rob van der Starre, regie Karin Jönsthövel,
Kinderen van Medea (2009), libretto Lisa de Rooij, regie Karin Jönsthövel en Anna Rottier
Job (2019), libretto Lisa de Rooij en Rob van der Starre, regie Karin Jönsthövel
- Nederlandse Thesaurus van Auteursnamen: 073613576
- Virtual International Authority File: 291834198
- WorldCat: E39PBJvmKqkp9vjwChwF36x7HC